# Ovington (Durham)
Ovington – osada i civil parish w Anglii, w hrabstwie Durham. Leży 32 km na południowy zachód od miasta Durham i 354 km na północ od Londynu. W 2001 roku civil parish liczyła 124 mieszkańców.